# Дренак (община Пробищип)
Вижте пояснителната страница за други значения на Дренок.
Дренак или Дренък (изписване до 1945 година: Дрѣнък; на македонска литературна норма: Дренак) е село в източната част на Северна Македония, община Пробищип.

## География
Землището на Дренак обхваща 529 хектара, от които 314 хектара обработваема земя, 212 хектара пасища и 3 хектара гори.

## История
В XIX век Дренак е смесено българо-турско селце в Кратовска кааза на Османската империя. Според статистиката на Васил Кънчов („Македония. Етнография и статистика“) от 1900 година Дрѣнъкъ има 205 жители, от които 105 българи християни и 100 турци.
В началото на XX век българското население на селото е под върховенството на Българската екзархия. По данни на секретаря на екзархията Димитър Мишев („La Macédoine et sa Population Chrétienne“) през 1905 година в Дренок (Drenok) има 120 българи екзархисти.
При избухването на Балканската война в 1912 година от Дренак има записан един доброволец в Македоно-одринското опълчение.
Според преброяването от 2002 година селото има 26 жители (14 мъже и 12 жени), в 13 домакинства и 37 къщи.
В 2014 година името на селото е променено от Дренок на Дренак (Дренак).
Църквата в селото е „Света Троица“.

## Личности
Починали в Дренак
- Гоце Мазнов (1889 – 1913), български революционер